# Ballspielverein Borussia 09 Dortmund 1996-1997
Questa voce raccoglie le informazioni riguardanti il Ballspielverein Borussia 09 Dortmund nelle competizioni ufficiali della stagione 1996-1997.

## Stagione
Nella stagione 1996-1997 il Borussia Dortmund, allenato da Ottmar Hitzfeld, concluse il campionato di Bundesliga al 3º posto. In Coppa di Germania il Borussia Dortmund fu eliminato al primo turno dal Wattenscheid 09. In Supercoppa di Germania il Borussia Dortmund vinse la finale con il Kaiserslautern. In Champions League il Borussia Dortmund vinse la finale con la Juventus.

## Rosa
| N. |                     | Ruolo | Calciatore         |
| -- | ------------------- | ----- | ------------------ |
| 1  | Germania (bandiera) | P     | Stefan Klos        |
| 2  | Germania (bandiera) | C     | Knut Reinhardt     |
| 3  | Germania (bandiera) | D     | René Schneider     |
| 4  | Germania (bandiera) | C     | Steffen Freund     |
| 5  | Brasile (bandiera)  | D     | Júlio César        |
| 6  | Germania (bandiera) | D     | Matthias Sammer    |
| 7  | Germania (bandiera) | D     | Stefan Reuter      |
| 8  | Germania (bandiera) | C     | Michael Zorc       |
| 9  | Svizzera (bandiera) | A     | Stéphane Chapuisat |
| 10 | Germania (bandiera) | C     | Andreas Möller     |
| 11 | Germania (bandiera) | A     | Heiko Herrlich     |
| 12 | Germania (bandiera) | P     | Wolfgang de Beer   |
| 13 | Germania (bandiera) | A     | Karl-Heinz Riedle  |
| 14 | Scozia (bandiera)   | C     | Paul Lambert       |

| N. |                        | Ruolo | Calciatore            |
| -- | ---------------------- | ----- | --------------------- |
| 15 | Germania (bandiera)    | D     | Jürgen Kohler         |
| 16 | Germania (bandiera)    | D     | Martin Kree           |
| 17 | Germania (bandiera)    | D     | Jörg Heinrich         |
| 18 | Germania (bandiera)    | C     | Lars Ricken           |
| 19 | Portogallo (bandiera)  | C     | Paulo Sousa           |
| 21 | Germania (bandiera)    | A     | Christian Timm        |
| 22 | Ghana (bandiera)       | A     | Ibrahim Tanko         |
| 24 | Germania (bandiera)    | C     | Dennis Weiland        |
| 26 | Germania (bandiera)    | C     | Frank Riethmann       |
| 27 | Austria (bandiera)     | D     | Wolfgang Feiersinger  |
| 28 | Stati Uniti (bandiera) | A     | Jovan Kirovski        |
| 29 | Russia (bandiera)      | C     | Vladimir But          |
| 31 | Germania (bandiera)    | C     | Dennis Vogt           |
| 34 | Germania (bandiera)    | P     | Matthias Kleinsteiber |

## Organigramma societario
Area tecnica
- Allenatore: Ottmar Hitzfeld
- Allenatore in seconda: Michael Henke
- Preparatore dei portieri: Toni Schumacher
- Preparatori atletici: Günter Jonczyk, Peter Kuhnt, Frank Zöllner

## Calciomercato

### Sessione estiva
| Acquisti | Acquisti             | Acquisti             | Acquisti |
| R.       | Nome                 | da                   | Modalità |
| -------- | -------------------- | -------------------- | -------- |
| D        | Wolfgang Feiersinger | Salisburgo           |          |
| C        | Vladimir But         | Borussia Dortmund II |          |
| A        | Jovan Kirovski       | Manchester Utd       |          |
| C        | Paul Lambert         | Motherwell           |          |
| C        | Paulo Sousa          | Juventus             |          |
| D        | Steinar Pedersen     | Start                |          |
| C        | Frank Riethmann      | Borussia Dortmund II |          |
| D        | René Schneider       | Hansa Rostock        |          |

| Cessioni | Cessioni          | Cessioni       | Cessioni |
| R.       | Nome              | a              | Modalità |
| -------- | ----------------- | -------------- | -------- |
| C        | Lars Müller       | Uerdingen 05   |          |
| C        | Carsten Wolters   | Duisburg       |          |
| D        | Günter Kutowski   | Paderborn      |          |
| C        | Patrik Berger     | Liverpool      |          |
| C        | Thomas Franck     | Kaiserslautern |          |
| D        | Bodo Schmidt      | Colonia        |          |
| A        | Rubén Sosa Ardaiz | CD Logroñés    |          |

### Sessione invernale
| Acquisti | Acquisti | Acquisti | Acquisti |
| R.       | Nome     | da       | Modalità |
| -------- | -------- | -------- | -------- |

| Cessioni | Cessioni         | Cessioni         | Cessioni |
| R.       | Nome             | a                | Modalità |
| -------- | ---------------- | ---------------- | -------- |
| D        | Erdal Eraslan    | Trabzonspor II   |          |
| D        | Steinar Pedersen | Lillestrøm       |          |
| C        | Mallam Yahaya    | Waldhof Mannheim |          |

## Risultati

### Bundesliga

#### Girone di andata
| Arbitro: | Steinborn |

|                                             |           |                       |
| Sérgio 6’ Kirsten 7’ Fach 58’ Rydlewicz 81’ | Marcatori | 34’ Lambert 39’ Tanko |

| Arbitro: | Berg |

|                                        |           |  |
| Zorc 35’ Chapuisat 41’ Riedle 70’, 89’ | Marcatori |  |

| Arbitro: | Strampe |

|             |           |                                         |
| Schwabl 38’ | Marcatori | 58’ (rig.) Zorc 72’ Möller 89’ Heinrich |

| Arbitro: | Fleske |

|                                      |           |                      |
| Riedle 8’ Heinrich 29’ Tretschok 77’ | Marcatori | 51’ (rig.) Decheiver |

| Arbitro: | Albrecht |

|  |           |                 |
|  | Marcatori | 90’ Júlio César |

| Arbitro: | Zerr |

|              |           |                 |
| Herrlich 66’ | Marcatori | 31’ (aut.) Klos |

| Arbitro: | Steinborn |

|                                                                         |           |          |
| Neun 14’ Heinrich 22’ (aut.) Pettersson 32’ Effenberg 49’ Juskowiak 63’ | Marcatori | 41’ Zorc |

| Arbitro: | Buchhart |

|                       |           |             |
| Möller 36’ Kohler 52’ | Marcatori | 74’ Trulsen |

| Arbitro: | Heynemann |

|             |           |  |
| Wałdoch 63’ | Marcatori |  |

| Arbitro: | Malbranc |

|                            |           |  |
| Tretschok 50’ Kirovski 77’ | Marcatori |  |

| Monaco di Baviera 20 ottobre 1996, ore 19:00 CEST 11ª giornata | Bayern Monaco | 0 – 0 referto | Borussia Dortmund | Stadio Olimpico (63 000 spett.)\| Arbitro: \| Fröhlich \| |
| Arbitro:                                                       | Fröhlich      |               |                   |                                                           |

| Arbitro: | Dardenne |

|                                                               |           |  |
| Júlio César 10’, 45’ Herrlich 54’ Tretschok 77’ Chapuisat 82’ | Marcatori |  |

| Arbitro: | Jansen |

|         |           |                                 |
| Max 58’ | Marcatori | 15’ Herrlich 62’, 64’ Chapuisat |

| Arbitro: | Kemmling |

|               |           |            |
| Reinhardt 45’ | Marcatori | 25’ Dundee |

| Arbitro: | Steinborn |

|  |           |                                                          |
|  | Marcatori | 30’ Chapuisat 35’, 39’ Herrlich 63’ (aut.) Pfeifenberger |

| Arbitro: | Heynemann |

|            |           |           |
| Ricken 23’ | Marcatori | 79’ Bäron |

| Arbitro: | Fröhlich |

|             |           |                            |
| Vlădoiu 45’ | Marcatori | 69’, 86’ Herrlich 72’ Zorc |

#### Girone di ritorno
| Arbitro: | Weber |

|                               |           |           |
| Möller 17’, 89’ Chapuisat 46’ | Marcatori | 7’ Sérgio |

| Arbitro: | Best |

|                             |           |  |
| Juran 46’ Dobrovol'skij 59’ | Marcatori |  |

| Arbitro: | Strampe |

|                                                      |           |               |
| Riedle 22’ Sousa 34’ Chapuisat 45’ (rig.) Kohler 50’ | Marcatori | 41’ Borimirov |

| Arbitro: | Aust |

|             |           |                           |
| Wassmer 24’ | Marcatori | 26’ Tanko 86’ (rig.) Zorc |

| Arbitro: | Wagner |

|                               |           |  |
| Riedle 59’, 74’ Chapuisat 68’ | Marcatori |  |

| Arbitro: | Heynemann |

|                                                    |           |           |
| Balăkov 44’ (rig.) Verlaat 45’ Élber 82’ Soldo 84’ | Marcatori | 8’ Reuter |

| Arbitro: | Kemmling |

|              |           |                                        |
| Heinrich 82’ | Marcatori | 1’ Dahlin 72’ Juskowiak 90’ Pettersson |

| Arbitro: | Albrecht |

|  |           |            |
|  | Marcatori | 69’ Möller |

| Arbitro: | Dardenne |

|                           |           |  |
| Chapuisat 33’, 72’ (rig.) | Marcatori |  |

| Arbitro: | Malbranc |

|                                     |           |                            |
| Salou 8’ Marin 47’ Zeyer 86’ (rig.) | Marcatori | 60’ Ricken 88’ (rig.) Zorc |

| Arbitro: | Berg |

|           |           |               |
| Riedle 2’ | Marcatori | 3’ Rizzitelli |

| Arbitro: | Fandel |

|                          |           |  |
| Reina 5’ Breitkreutz 40’ | Marcatori |  |

| Arbitro: | Steinborn |

|          |           |  |
| Zorc 84’ | Marcatori |  |

| Arbitro: | Dardenne |

|          |           |              |
| Wück 41’ | Marcatori | 86’ Heinrich |

| Arbitro: | Wagner |

|                    |           |           |
| Chapuisat 33’, 75’ | Marcatori | 51’ Unger |

| Arbitro: | Best |

|                     |           |              |
| Weetendorf 45’, 73’ | Marcatori | 52’ Herrlich |

| Arbitro: | Albrecht |

|                       |           |          |
| Chapuisat 33’ But 74’ | Marcatori | 87’ Kohn |

### Coppa di Germania
| Arbitro: | Malbranc |

|                                              |           |                                  |
| Ristau 42’ Dikhtiar 50’ Skok 69’ Bläker 115’ | Marcatori | 14’ Zorc 75’ Herrlich 88’ Reuter |

### Supercoppa di Germania
| Arbitro: | Best |

|                                       |                      |                                          |
| Marschall 54’                         | Marcatori            | 66’ Wolters                              |
| Wagner Kuka Schäfer Ratinho Lutz Roos | Tiri di rigore 3 – 4 | Reuter Möller Chapuisat But Zorc Weiland |

### Champions League

#### Fase a gironi
| Arbitro: | Ihring |

|                   |           |           |
| Herrlich 45’, 68’ | Marcatori | 84’ Citko |

| Arbitro: | Durkin |

|  |           |                                      |
|  | Marcatori | 7’ Ricken 37’ Heinrich 78’ Chapuisat |

| Arbitro: | Piraux |

|  |           |            |
|  | Marcatori | 51’ Reuter |

| Arbitro: | Vagner |

|              |           |                        |
| Herrlich 17’ | Marcatori | 37’ Roberto 42’ Pantić |

| Arbitro: | Pedersen |

|                    |           |                        |
| Dembiński 15’, 20’ | Marcatori | 14’ Lambert 65’ Kohler |

| Arbitro: | Dallas |

|                                                      |           |                                     |
| Chapuisat 13’, 22’ Tretschok 43’ Riedle 63’ Zorc 65’ | Marcatori | 17’ (rig.) Ilie 52’ Baciu 79’ Călin |

#### Fase a eliminazione diretta
| Arbitro: | Aranda |

|                                     |           |              |
| Riedle 12’ Schneider 54’ Möller 83’ | Marcatori | 75’ Lamouchi |

| Arbitro: | Benkö |

|  |           |            |
|  | Marcatori | 61’ Ricken |

| Arbitro: | Levnikov |

|               |           |  |
| Tretschok 76’ | Marcatori |  |

| Arbitro: | Meier |

|  |           |           |
|  | Marcatori | 8’ Ricken |

| Arbitro: | Puhl |

|                            |           |               |
| Riedle 29’, 34’ Ricken 71’ | Marcatori | 64’ Del Piero |

## Statistiche

### Statistiche di squadra
| Competizione           | Punti | In casa | In casa | In casa | In casa | In casa | In casa | In trasferta | In trasferta | In trasferta | In trasferta | In trasferta | In trasferta | Totale | Totale | Totale | Totale | Totale | Totale | DR  |
| Competizione           | Punti | G       | V       | N       | P       | Gf      | Gs      | G            | V            | N            | P            | Gf           | Gs           | G      | V      | N      | P      | Gf     | Gs     | DR  |
| ---------------------- | ----- | ------- | ------- | ------- | ------- | ------- | ------- | ------------ | ------------ | ------------ | ------------ | ------------ | ------------ | ------ | ------ | ------ | ------ | ------ | ------ | --- |
| Bundesliga             | 63    | 17      | 12      | 4       | 1       | 38      | 13      | 17           | 7            | 2            | 8            | 25           | 28           | 34     | 19     | 6      | 9      | 63     | 41     | +22 |
| Coppa di Germania      | -     | 0       | 0       | 0       | 0       | 0       | 0       | 1            | 0            | 0            | 1            | 3            | 4            | 1      | 0      | 0      | 1      | 3      | 4      | -1  |
| Supercoppa di Germania | -     | 0       | 0       | 0       | 0       | 0       | 0       | 1            | 0            | 1            | 0            | 1            | 1            | 1      | 0      | 1      | 0      | 1      | 1      | 0   |
| Champions League       | -     | 6       | 5       | 0       | 1       | 15      | 8       | 5            | 4            | 1            | 0            | 8            | 2            | 11     | 9      | 1      | 1      | 23     | 10     | +13 |
| Totale                 | 63    | 23      | 17      | 4       | 2       | 53      | 21      | 24           | 11           | 4            | 9            | 37           | 35           | 47     | 28     | 8      | 11     | 90     | 56     | +34 |

### Andamento in campionato
| Giornata  | 1  | 2 | 3 | 4 | 5 | 6 | 7 | 8 | 9 | 10 | 11 | 12 | 13 | 14 | 15 | 16 | 17 | 18 | 19 | 20 | 21 | 22 | 23 | 24 | 25 | 26 | 27 | 28 | 29 | 30 | 31 | 32 | 33 | 34 |
| --------- | -- | - | - | - | - | - | - | - | - | -- | -- | -- | -- | -- | -- | -- | -- | -- | -- | -- | -- | -- | -- | -- | -- | -- | -- | -- | -- | -- | -- | -- | -- | -- |
| Luogo     | T  | C | T | C | T | C | T | C | T | C  | T  | C  | T  | C  | T  | C  | T  | C  | T  | C  | T  | C  | T  | C  | T  | C  | T  | C  | T  | C  | T  | C  | T  | C  |
| Risultato | P  | V | V | V | V | N | P | V | P | V  | N  | V  | V  | N  | V  | N  | V  | V  | P  | V  | V  | V  | P  | P  | V  | V  | P  | N  | P  | V  | N  | V  | P  | V  |
| Posizione | 16 | 7 | 4 | 3 | 3 | 3 | 5 | 5 | 5 | 4  | 4  | 4  | 4  | 4  | 3  | 4  | 2  | 2  | 2  | 2  | 1  | 1  | 1  | 4  | 3  | 2  | 4  | 3  | 4  | 4  | 4  | 3  | 3  | 3  |

Legenda:

Luogo: C = Casa; T = Trasferta. Risultato: V = Vittoria; N = Pareggio; P = Sconfitta.

### Statistiche dei giocatori
| Giocatore       | Bundesliga | Bundesliga | Bundesliga  | Bundesliga | Coppa di Germania | Coppa di Germania | Coppa di Germania | Coppa di Germania | Supercoppa di Germania | Supercoppa di Germania | Supercoppa di Germania | Supercoppa di Germania | Champions League | Champions League | Champions League | Champions League | Totale   | Totale | Totale      | Totale     |
| Giocatore       | Presenze   | Reti       | Ammonizioni | Espulsioni | Presenze          | Reti              | Ammonizioni       | Espulsioni        | Presenze               | Reti                   | Ammonizioni            | Espulsioni             | Presenze         | Reti             | Ammonizioni      | Espulsioni       | Presenze | Reti   | Ammonizioni | Espulsioni |
| --------------- | ---------- | ---------- | ----------- | ---------- | ----------------- | ----------------- | ----------------- | ----------------- | ---------------------- | ---------------------- | ---------------------- | ---------------------- | ---------------- | ---------------- | ---------------- | ---------------- | -------- | ------ | ----------- | ---------- |
| V. But          | 11         | 1          | 0           | 0          | 1                 | 0                 | 0                 | 0                 | 1                      | 0                      | 0                      | 0                      | 2                | 0                | 0                | 0                | 15       | 1      | 0           | 0          |
| S. Chapuisat    | 30         | 13         | 4           | 0          | 1                 | 0                 | 0                 | 0                 | 1                      | 0                      | 0                      | 0                      | 10               | 3                | 0                | 0                | 42       | 16     | 4           | 0          |
| J. César        | 10         | 3          | 0           | 0          | 1                 | 0                 | 0                 | 1                 | 0                      | 0                      | 0                      | 0                      | 4                | 0                | 1                | 0                | 15       | 3      | 1           | 1          |
| E. Eraslan      | 0          | 0          | 0           | 0          | 0                 | 0                 | 0                 | 0                 | 0                      | 0                      | 0                      | 0                      | 0                | 0                | 0                | 0                | 0        | 0      | 0           | 0          |
| W. Feiersinger  | 16         | 0          | 4           | 0          | 0                 | 0                 | 0                 | 0                 | 0                      | 0                      | 0                      | 0                      | 7                | 0                | 1                | 0                | 23       | 0      | 5           | 0          |
| S. Freund       | 2          | 0          | 0           | 0          | 0                 | 0                 | 0                 | 0                 | 0                      | 0                      | 0                      | 0                      | 1                | 0                | 0                | 0                | 3        | 0      | 0           | 0          |
| J. Heinrich     | 33         | 4          | 8           | 0          | 1                 | 0                 | 1                 | 0                 | 1                      | 0                      | 0                      | 0                      | 10               | 1                | 3                | 0                | 45       | 5      | 12          | 0          |
| H. Herrlich     | 23         | 8          | 2           | 0          | 1                 | 1                 | 1                 | 0                 | 0                      | 0                      | 0                      | 0                      | 9                | 3                | 1                | 0                | 33       | 12     | 4           | 0          |
| J. Kirovski     | 7          | 1          | 0           | 0          | 0                 | 0                 | 0                 | 0                 | 0                      | 0                      | 0                      | 0                      | 2                | 0                | 0                | 0                | 9        | 1      | 0           | 0          |
| M. Kleinsteiber | 0          | 0          | 0           | 0          | 0                 | 0                 | 0                 | 0                 | 0                      | 0                      | 0                      | 0                      | 0                | 0                | 0                | 0                | 0        | 0      | 0           | 0          |
| S. Klos         | 34         | 0          | 1           | 0          | 1                 | 0                 | 0                 | 0                 | 1                      | 0                      | 0                      | 0                      | 11               | 0                | 0                | 0                | 47       | 0      | 1           | 0          |
| J. Kohler       | 30         | 2          | 9           | 1          | 1                 | 0                 | 0                 | 0                 | 1                      | 0                      | 0                      | 0                      | 8                | 1                | 2                | 0                | 40       | 3      | 11          | 1          |
| M. Kree         | 21         | 0          | 1           | 0          | 0                 | 0                 | 0                 | 0                 | 0                      | 0                      | 0                      | 0                      | 8                | 0                | 1                | 0                | 29       | 0      | 2           | 0          |
| G. Kutowski     | 0          | 0          | 0           | 0          | 0                 | 0                 | 0                 | 0                 | 1                      | 0                      | 0                      | 0                      | 0                | 0                | 0                | 0                | 1        | 0      | 0           | 0          |
| P. Lambert      | 31         | 1          | 4           | 0          | 1                 | 0                 | 0                 | 0                 | 0                      | 0                      | 0                      | 0                      | 11               | 1                | 1                | 0                | 43       | 2      | 5           | 0          |
| A. Möller       | 26         | 5          | 4           | 0          | 1                 | 0                 | 0                 | 0                 | 1                      | 0                      | 0                      | 0                      | 9                | 1                | 1                | 0                | 37       | 6      | 5           | 0          |
| L. Müller       | 1          | 0          | 0           | 0          | 0                 | 0                 | 0                 | 0                 | 0                      | 0                      | 0                      | 0                      | 0                | 0                | 0                | 0                | 1        | 0      | 0           | 0          |
| S. Pedersen     | 3          | 0          | 0           | 0          | 0                 | 0                 | 0                 | 0                 | 0                      | 0                      | 0                      | 0                      | 2                | 0                | 0                | 0                | 5        | 0      | 0           | 0          |
| K. Reinhardt    | 18         | 1          | 1           | 0          | 0                 | 0                 | 0                 | 0                 | 0                      | 0                      | 0                      | 0                      | 4                | 0                | 0                | 0                | 22       | 1      | 1           | 0          |
| S. Reuter       | 27         | 1          | 10          | 0          | 1                 | 1                 | 0                 | 0                 | 1                      | 0                      | 0                      | 0                      | 9                | 1                | 0                | 1                | 38       | 3      | 10          | 1          |
| L. Ricken       | 23         | 2          | 2           | 0          | 1                 | 0                 | 0                 | 0                 | 1                      | 0                      | 0                      | 0                      | 9                | 4                | 2                | 0                | 34       | 6      | 4           | 0          |
| K. Riedle       | 18         | 7          | 4           | 0          | 0                 | 0                 | 0                 | 0                 | 0                      | 0                      | 0                      | 0                      | 5                | 4                | 0                | 0                | 23       | 11     | 4           | 0          |
| F. Riethmann    | 3          | 0          | 1           | 0          | 0                 | 0                 | 0                 | 0                 | 0                      | 0                      | 0                      | 0                      | 0                | 0                | 0                | 0                | 3        | 0      | 1           | 0          |
| M. Sammer       | 16         | 0          | 1           | 1          | 1                 | 0                 | 1                 | 0                 | 1                      | 0                      | 0                      | 0                      | 5                | 0                | 2                | 0                | 23       | 0      | 4           | 1          |
| R. Schneider    | 3          | 0          | 1           | 0          | 0                 | 0                 | 0                 | 0                 | 0                      | 0                      | 0                      | 0                      | 1                | 1                | 0                | 0                | 4        | 1      | 1           | 0          |
| P. Sousa        | 11         | 1          | 1           | 0          | 0                 | 0                 | 0                 | 0                 | 0                      | 0                      | 0                      | 0                      | 4                | 0                | 2                | 0                | 15       | 1      | 3           | 0          |
| I. Tanko        | 13         | 2          | 0           | 0          | 0                 | 0                 | 0                 | 0                 | 0                      | 0                      | 0                      | 0                      | 3                | 0                | 0                | 0                | 16       | 2      | 0           | 0          |
| C. Timm         | 3          | 0          | 1           | 0          | 0                 | 0                 | 0                 | 0                 | 0                      | 0                      | 0                      | 0                      | 0                | 0                | 0                | 0                | 3        | 0      | 1           | 0          |
| R. Tretschok    | 22         | 3          | 1           | 0          | 0                 | 0                 | 0                 | 0                 | 0                      | 0                      | 0                      | 0                      | 9                | 2                | 1                | 0                | 31       | 5      | 2           | 0          |
| D. Vogt         | 0          | 0          | 0           | 0          | 0                 | 0                 | 0                 | 0                 | 1                      | 0                      | 0                      | 0                      | 0                | 0                | 0                | 0                | 1        | 0      | 0           | 0          |
| D. Weiland      | 0          | 0          | 0           | 0          | 0                 | 0                 | 0                 | 0                 | 1                      | 0                      | 0                      | 0                      | 0                | 0                | 0                | 0                | 1        | 0      | 0           | 0          |
| C. Wolters      | 1          | 0          | 0           | 0          | 1                 | 0                 | 0                 | 0                 | 1                      | 1                      | 0                      | 0                      | 0                | 0                | 0                | 0                | 3        | 1      | 0           | 0          |
| M. Yahaya       | 2          | 0          | 0           | 0          | 0                 | 0                 | 0                 | 0                 | 0                      | 0                      | 0                      | 0                      | 0                | 0                | 0                | 0                | 2        | 0      | 0           | 0          |
| M. Zorc         | 30         | 7          | 1           | 1          | 1                 | 1                 | 0                 | 0                 | 1                      | 0                      | 0                      | 0                      | 9                | 1                | 2                | 0                | 41       | 9      | 3           | 1          |
| W. de Beer      | 1          | 0          | 0           | 0          | 0                 | 0                 | 0                 | 0                 | 0                      | 0                      | 0                      | 0                      | 0                | 0                | 0                | 0                | 1        | 0      | 0           | 0          |